# Rajd Hiszpanii 1993
Rajd Katalonii - Rajd Hiszpanii 1993 (29. Rallye Catalunya - Costa Brava - Rallye de España) – 29 Rajd Hiszpanii rozgrywany w Hiszpanii w dniach 1-4 listopada. Była to dwunasta runda Rajdowe mistrzostwa świata w roku 1993. Rajd został rozegrany na nawierzchni asfaltowej. Bazą rajdu było miasto Lloret de Mar. 

## Wyniki końcowe rajdu
| Msc.                   | Kierowca               | Pilot                  | Samochód                        | Czas                   | Strata                 | Grupa                  | Punkty                 |
| Klasyfikacja generalna | Klasyfikacja generalna | Klasyfikacja generalna | Klasyfikacja generalna          | Klasyfikacja generalna | Klasyfikacja generalna | Klasyfikacja generalna | Klasyfikacja generalna |
| ---------------------- | ---------------------- | ---------------------- | ------------------------------- | ---------------------- | ---------------------- | ---------------------- | ---------------------- |
| 1.                     | François Delecour      | Daniel Grataloup       | Ford Escort RS Cosworth         | 5:36:19                | 0.0                    | A8 M                   | 20                     |
| 2.                     | Didier Auriol          | Bernard Occelli        | Toyota Celica Turbo 4WD (ST185) | 5:37:19                | +1:00                  | A8                     | 15                     |
| 3.                     | Juha Kankkunen         | Nicky Grist            | Toyota Celica Turbo 4WD (ST185) | 5:40:28                | +4:09                  | A8                     | 12                     |
| 4.                     | Massimo Biasion        | Tiziano Siviero        | Ford Escort RS Cosworth         | 5:42:57                | +6:38                  | A8 M                   | 10                     |
| 5.                     | Alessandro Fiorio      | Vittorio Brambilla     | Lancia Delta HF Integrale]      | 5:44:07                | +7:48                  | A8                     | 8                      |
| 6.                     | Gustavo Trelles        | Jorge del Buono        | Lancia Delta HF Integrale       | 5:46:27                | +10:08                 | A8 M                   | 6                      |
| 7.                     | Bruno Thiry            | Stephane Prevot        | Opel Astra GSi 16V              | 6:03:47                | +27:28                 | A7 2L                  | 4                      |
| 8.                     | Luis Climent           | José Muñoz             | Opel Astra GSi 16V              | 6:07:37                | +31:18                 | A7 2L                  | 3                      |
| 9.                     | Jose Maria Bardolet    | Joaquim Muntada        | Opel Astra GSi 16V              | 6:08:02                | +31:43                 | A7 2L                  | 2                      |
| 10.                    | Oriol Gómez            | Marc Martí             | Peugeot 106 XSI                 | 6:18:19                | +42:00                 | A6 2L                  | 1                      |
| PWRC                   |                        |                        |                                 |                        |                        |                        |                        |
| 1.(14.)                | Alex Fassina           | Luigi Pirollo          | Mazda 323 GT-R                  | 6:37:41                | 0.0                    | N4                     |                        |
| 2L WRC                 |                        |                        |                                 |                        |                        |                        |                        |
| 1 (7).                 | Bruno Thiry            | Stephane Prevot        | Opel Astra GSi 16V              | 6:03:47                | -                      | A7 2L                  |                        |
| 2 (8).                 | Luis Climent           | José Muñoz             | Opel Astra GSi 16V              | 6:07:37                | +3:50                  | A7 2L                  |                        |
| 3 (9).                 | Jose Maria Bardolet    | Joaquim Muntada        | Opel Astra GSi 16V              | 6:08:02                | +4:15                  | A7 2L                  |                        |

## Klasyfikacja po 12 rundach
Tabele przedstawiają tylko pięć pierwszych miejsc.

### Kierowcy
| Lp. | Kierowca          | Pkt |
| --- | ----------------- | --- |
| 1   | Juha Kankkunen    | 123 |
| 2   | Francois Delecour | 114 |
| 3   | Massimo Biasion   | 76  |
| 4   | Didier Auriol     | 74  |
| 5   | Colin McRae       | 50  |

### Producenci
| Lp. | Producent  | Pkt |
| --- | ---------- | --- |
| 1   | Toyota     | 151 |
| 2   | Ford       | 145 |
| 3   | Subaru     | 102 |
| 4   | Lancia     | 75  |
| 5   | Mitsubishi | 69  |